# ان‌جی‌سی ۵۰۲۶
ان‌جی‌سی ۵۰۲۶ (انگلیسی: NGC 5026) یک کهکشان مارپیچی میله‌ای یا کهکشان عدسی شکل در صورت فلکی قنطورس است. این کهکشان در ۵ ژوئن ۱۸۳۴ توسط جان هرشل کشف شد.